# L'ultimàtum de Bourne
L'ultimàtum de Bourne (títol original en anglès: The Bourne Ultimatum) és una pel·lícula d'acció estatunidenca de Paul Greengrass estrenada el 2007. Ha estat doblada al català. Forma part de la trilogia inspirada en les novel·les de Robert Ludlum i començada el 2002 amb The Bourne Identity.

## Argument
Quan Jason Bourne aconsegueix marxar de Moscou, un periodista britànic, Simon Ross, s'assabenta de l'existència d'un programa inspirat en Treadstone, del qual Bourne formava part: el programa Blackbriar. Quan la CIA en té coneixement, el cap de les operacions del programa, Noah Vosen, intenta fer assassinar Ross, que rep tanmateix l'ajuda de Jason Bourne, sense aconseguir escapar a l'assassí enviat per Vosen. Bourne busca llavors a posar fi a les exaccions de la CIA tot acostant-se sempre al seu passat, ajudat per Nicky Parsons, després per Pam Landy, manipulada per Vosen i el director de l'agència, Ezra Kramer.

## Repartiment
- Matt Damon: Jason Bourne
- Julia Stiles: Nicky Parsons
- Joan Allen: Pam Landy
- David Strathairn: Noah Vosen
- Scott Glenn: Ezra Kramer
- Paddy Considine: Simon Ross
- Édgar Ramírez: Paz
- Albert Finney: Doctor Albert Hirsch
- Tom Gallop: Tom Cronin
- Corey Johnson: Wills
- Daniel Brühl: Martin Kreutz
- Joey Ansah: Desh
- Colin Stinton: Neal Daniels
- Dan Fredenburgh: Jimmy
- Lucy Liemann: Lucy
- Bryan Reents: un tècnic
- Arkie Reece: un tècnic
- John Roberson: un tècnic
- Russ Calàbria: un tècnic
- Mark Bazeley: Betancourt
- Sinead O'Keefe: Chamberlain
- Chucky Venice: l'agent Hammond
- Scott Adkins: l'agent Kiley
- Branko Tomovic: un policia rus
- Laurentiu Possa: un policia rus
- Trevor St. John: un líder de l'equip tàctic
- Albert Jones: un agent de l'equip tàctic
- Jeffrey Lee Gibson: Xofer de Vosen
- Uriel Emil: un empleat al dipòsit de cadàvers
- Omar Hernandez: un oficial de la policia de Nova York
- William H. Burns: un oficial de la policia de Nova York
- Michael Wildman: un agent
- Kai Martin: Hoody

## Producció
- La pel·lícula ha estat rodada als Estudis Pinewood i en exteriors a Madrid, París, Torí, Tànger, Nova York (Kaufman Astoria Estudis de Queens), Oxford i Londres (Renaixement Chancery Curt Hotel per a l'escena del restaurant novaiorquès, Mepham Street, estació de Charing Cros i estació de Waterloo).
- Les escenes que es desenvolupen a Moscou han estat rodades: a l'estació de Lichtenberg i a la Platz Der Vereinten Nationen a Berlín.

## Premis i nominacions
La pel·lícula va optar a diversos premis, d'entre els quals destaquen

### Premis
- 2008. Oscar al millor muntatge per Christopher Rouse
- 2008. Oscar al millor so per Karen Baker Landers i Per Hallberg
- 2008. Oscar a la millor edició de so per Scott Millan, David Parker i Kirk Francis
- 2008. BAFTA al millor muntatge per Christopher Rouse
- 2008. BAFTA al millor so per Kirk Francis, Scott Millan, David Parker, Karen M. Baker i Per Hallberg

### Nominacions
- 2008. BAFTA a la millor pel·lícula
- 2008. BAFTA a la millor direcció per Paul Greengrass
- 2008. BAFTA a la millor fotografia per Oliver Wood
- 2008. BAFTA als millors efectes visuals per Peter Chiang, Charlie Noble, Mattias Lindahl i Joss Williams

## La sagaJason Bourne
- 2002: The Bourne Identity de Doug Liman
- 2004: The Bourne Supremacy de Paul Greengrass
- 2007: L'ultimàtum de Bourne de Paul Greengrass
- 2012: The Bourne Legacy de Tony Gilroy
- 2016: Jason Bourne de Paul Greengrass